# Иудаизм

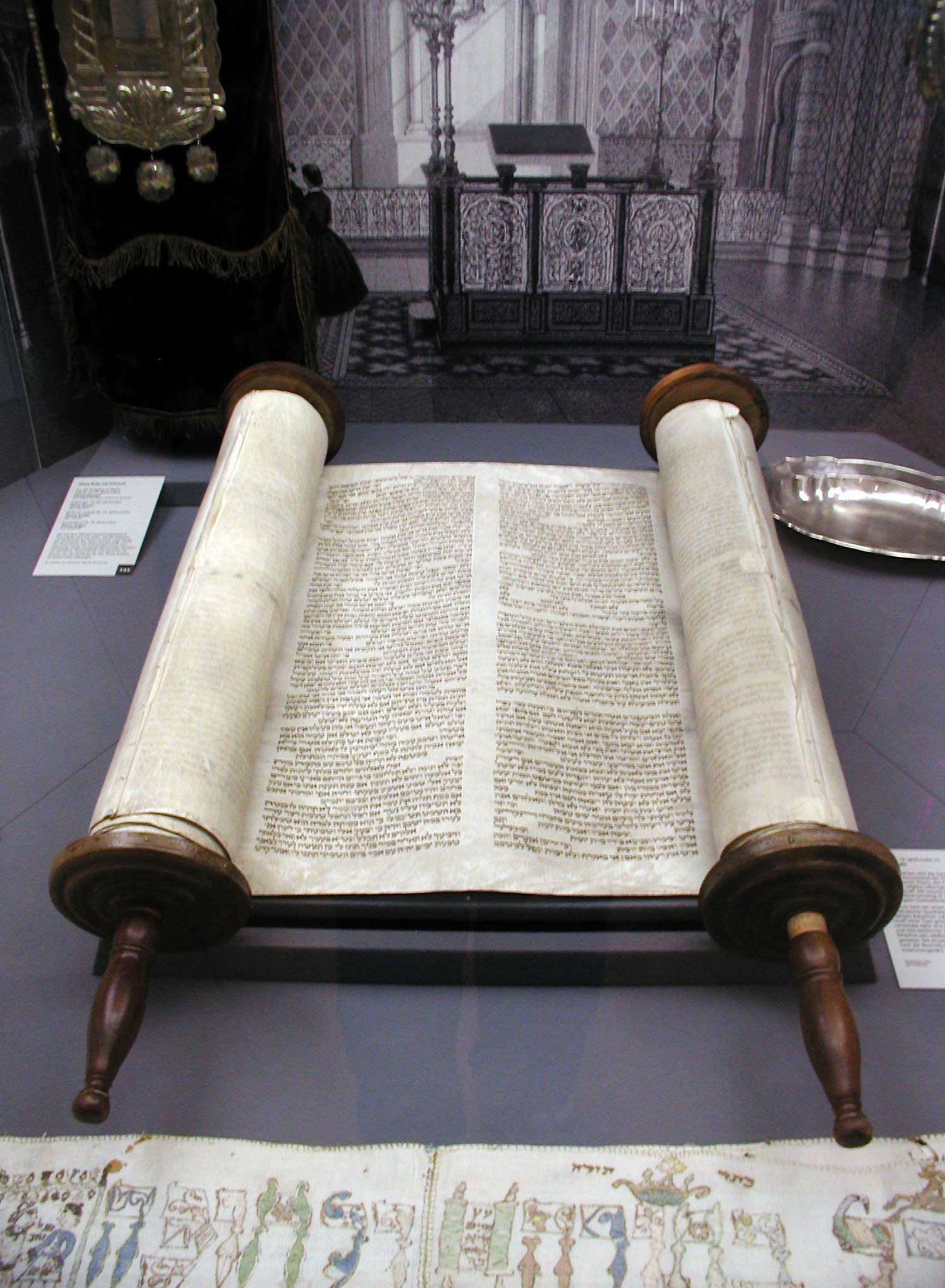
Свиток Торы, Кёльнский городской музей

Иудаи́зм (ивр. יַהֲדוּת‎ йахаду́т), иуде́йская рели́гия — монотеистическая, этническая религия еврейского народа. Зародилась во 2-м тысячелетии до н. э. Является самой древней из ныне существующих монотеистических религий. Центральным положением иудаизма является строго монотеистическое учение о едином Боге. Иудаизм может определяться также как религиозное, национальное и этическое мировоззрение, культура и цивилизация, включающая в себя также светскую составляющую, философия и образ жизни евреев.
Религиозные евреи рассматривают иудаизм как средство соблюдения Моисеева завета, который, согласно библейскому канону, был установлен между Богом и израэлитами, предками современных евреев. Религия исповедуется преимущественно евреями. Наряду с христианством и исламом иудаизм относится к авраамическим религиям. Как имеющий своим источником священные тексты иудаизм именуется также «религией книги». 
Священным писанием иудаизма является еврейская Библия, Танах (в переводах и с незначительными изменениями стала частью христианской Библии — Ветхим заветом; в переводе и существенно изменённом виде составила основу исламского священного писания — Корана); центральная его часть — Тора. Правила и предписания религиозного закона были кодифицированы в Талмуде (букв. «учение»). Талмуд является правовым комментарием к Торе, который поясняет, как именно выполнять её предписания. С библейских времён до настоящего времени развивается Галаха — нормативная (в отличие от Аггады) часть иудаизма, которая регламентирует еврейскую религиозную, семейную и гражданскую жизнь. Помимо основных десяти заповедей иудаизм включает большое число других заповедей — предписаний и запретов (мицвот) этического и ритуального характера. 
Современный иудаизм восходит к яхвизму, поклонению богу Яхве, более ранней форме иудаизма, религиозному культу Древнего Израиля и Иудеи, существовавшему около VI—V веков до н. э. В ранний период еврейский народ, подобно родственным ему другим семитским племенам, практиковал одну из форм политеизма, поклоняясь многим богам и духам. Особую роль в развитии монотеистического учения сыграло жречество Иерусалимского храма.  В исторических условиях после разрушения Иерусалимского храма римлянами в 70 году иудаизм существует без институтов храма и священников.  Современный иудаизм включает различные течения или направления, сформировавшиеся в XIX—XX веках. Самыми крупными являются ортодоксальный иудаизм (включающий, в свою очередь, хасидов, «литваков», современную ортодоксию, религиозных сионистов и т. д.), реформистское и консервативное течения (в основном, в США и Канаде). 

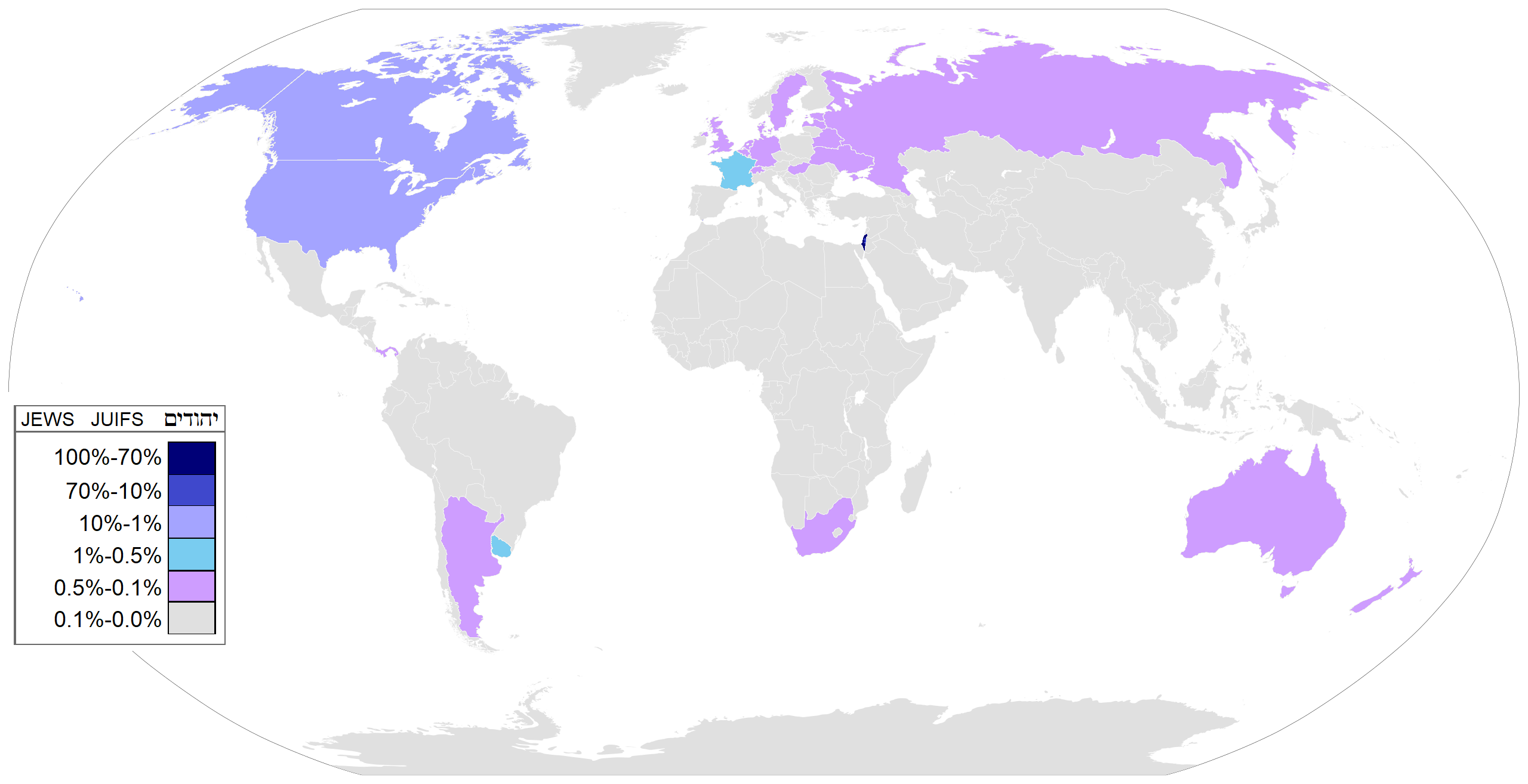
Доля иудеев в странах мира

В 2018 году численность иудеев во всём мире оценивалась в 14,6 миллиона человек, что составляет около 0,2 % от всего населения Земли. Около 44,9 % всех иудеев проживает в Израиле, около 41,7 % — в США и Канаде; большинство остальных проживает в Европе — 9,2 %.
Иудаизм сыграл значительную роль в развитии западной культуры по причине его связи с христианством, доминирующей религией на Западе. Иудаизм составил основу двух наиболее распространённых мировых религий — христианства и ислама. Посредством этих религий ценности еврейской национальной культуры стали достоянием общечеловеческой культуры. 

## Идентичность
Иуде́и, иудаи́сты (ивр. יְהוּדִים‎ йехудим) — этнорелигиозная группа, в соответствии с галахой, иудейским религиозным законом, включающая тех, кто был рождён матерью-еврейкой, и тех, кто обратился в иудаизм согласно обряду гиюр. Ввиду неразделимости религиозного и этнического аспектов еврейской идентичности, по законам иудаизма прошедшие гиюр становятся евреями. Исторически понятия еврей и иудей тесно переплетены и в ряде языков неразличимы. Еврейская этническая принадлежность, религия и сообщество тесно взаимосвязаны. Традиционный еврейский лексикон почти не проводит различия между религиозными и этническими аспектами еврейской идентичности. Представления о еврейском народе, нации и общине связаны с верой в Бога, соблюдением еврейского религиозного закона и изучением древних религиозных текстов. Традиционное тождество национальной и религиозной принадлежности на протяжении веков поддерживало единство еврейства на фоне его организационной раздробленности. Идея этого тождества ярко выражена, в частности, в том, что еврейский народ часто понимается одновременно как носитель и как порождение иудейской веры.

## Терминология
Изначальный смысл слова «иудей» — израильтянин из колена Иуды. Когда после падения Северного Израильского царства и увода в плен его жителей, десяти колен Израилевых, Иудейское царство осталось единственным представителем всего народа, то название «иудей» стало почти тождественным названию «еврей».
Термин «иудаизм» происходит от греч. Ἰουδαϊσμός (в русском произношении «иудаисмо́с»), появляющегося в еврейско-эллинистической литературе на рубеже I века до н. э., в частности во Второй книге Маккавейской (2Макк. 2:22, 8:1) и обозначающего еврейскую религию как антитезу эллинистическому язычеству. В некоторых языках наряду с термином «иудаизм», обозначающим еврейскую религию в узком смысле, существует более общий термин, охватывающий всю еврейскую цивилизацию, включая религию, в целом — рус. еврейство, нем. Judentum, англ. Jewry или Jewish People.
На иврите термин «иудаизм» обозначается словом יהדות‎ (яхадут), возникшим после Вавилонского пленения, в то же время, в иврите существует понятие עברית‎ (например, הפועל העברי‎ — «еврейский рабочий»). На идише иудаизм традиционно обозначается термином ייִדישקײַט‎ (йи́дишкайт), дословно означающим «еврейскость» (от прилагательного ייִדיש‎ — «еврейский»), то есть еврейский образ жизни. Тем не менее язык евреев называется עברית‎, как «еврейский», но не «иудейский».
Во многих языках понятия «иудей» и «еврей» не обозначаются одним термином, но порой не разграничиваются при разговоре, что соответствует трактовке еврейства самим иудаизмом как религиозно-национального определения. В современном русском языке существует берущее начало из греческого языка и культуры разделение понятий «еврей» и «иудей», обозначающих соответственно этническую принадлежность евреев и религиозную составляющую иудаизма. В английском языке существует слово judaic («иудейский»), происходящее от греческого Ιουδαίος, а слово «еврей» включает в себя как приверженца иудаизма, так и представителя еврейской нации.

## Происхождение
Современный иудаизм восходит к яхвизму, поклонению богу Яхве, более ранней форме иудаизма, религиозному культу Древнего Израиля и Иудеи, существовавшему около VI—V веков до н. э. Со времён формирования Талмуда и до современности иудейские богословы пытаются доказать, что монотеизм всегда был присущ иудаизму. Однако уже из анализа еврейской Библии, Танаха, следует, что формирование культа единого Бога началось не ранее XI—X веков до н. э., то есть периода формирования единого еврейского государства, и продолжалось в течение длительного времени, полностью завершившись в III—II веках до н. э. В более же ранний период еврейский народ, подобно родственным ему другим семитским племенам, практиковал одну из форм политеизма, поклоняясь многим богам и духам. Особую роль в развитии монотеистического учения сыграло жречество Иерусалимского храма. При царе Соломоне происходит централизация культа. Храм остался единственным местом поклонения, жертвоприношений Богу. Эти процессы привели к постепенному выделению образа Яхве, первоначально бога племени Иуды, вначале в качестве главного, а затем и единственного бога всех племён («колен») израилевых.
Учёные, являющиеся сторонниками документальной гипотезы, считают, что Тора (Пятикнижие) приобрела современную форму путём объединения нескольких первоначально независимых литературных источников, а не написана полностью Моисеем.
Некоторые учёные полагали, что вера раннего Израиля не была монотеизмом, однако не была и политеизмом, генотеизмом или монолатрией, поскольку, хотя существование других богов прямо не отрицалось, их статус как богов не признавался. Из-за этого многие учёные искали компромиссный термин: зарождающийся монотеизм, имплицитный монотеизм, практический монотеизм и т. п. Проводились параллели с зороастризмом. Русский востоковед Г. Генкель считал, что происхождение иудаизма в его чистом виде относится к первой половине V века до н. э, периоду после возвращения евреев из вавилонского плена. В эллинистический период практически все представители еврейского народа были приверженцами иудаизма, то есть почти все евреи поклонялись единому Богу, чей храм находился в Иерусалиме.
Теологи как более раннего времени, так и XXI века не оставляют попыток доказать, что монотеизм имел место в иудейских верованиях всегда.
Джон Дей полагает, что божества, упоминаемые в Библии, такие как Эль, Ашера, Баал и др., имели корни в ранней ханаанской религии.

## История

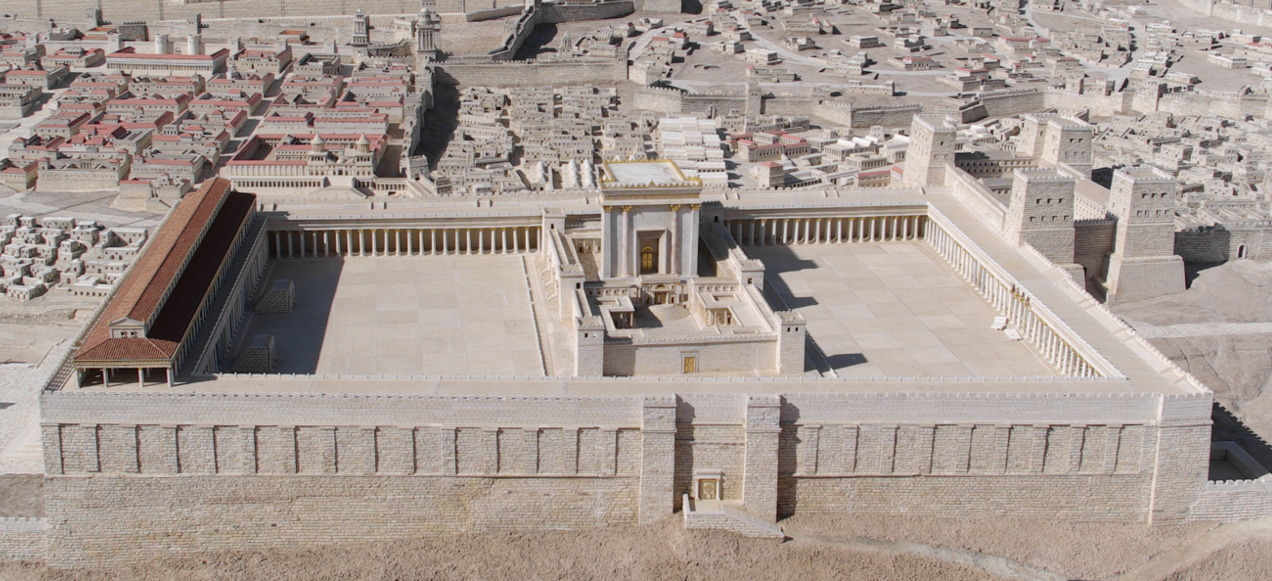
Макет Второго храма в масштабе 1:50, Модель Иерусалима конца эпохи Второго храма

Несмотря на заметные успехи библейской археологии, Танах (Ветхий Завет) является практически единственным источником сведений о древнейшей истории израильтян. Первой личностью, упоминаемой в Танахе, о которой имеется независимое письменное свидетельство, является Ахав, царь Израиля; о нём говорится в одном ассирийском письме, датированном 853 годом до н. э. В то же время в двух небиблейских источниках (Стела царя Меша и Стела из Тель-Дана) упоминается о династии царя Давида (бейт Давид), который по реконструированной на основе текста Танаха хронологии должен был жить за 100—150 лет до времени создания этих письменных текстов в камне. В Стеле Меша говорится о войнах Меша с царём Омри, отцом Ахава.
История иудаизма включает следующие основные периоды развития:
- Библейский иудаизм (XX—IV века до н. э.)[43];
- Иудаизм Второго храма (с конца VI век до н. э. — 70 год н. э.)[44];
- Эллинистический иудаизм (IV век до н. э. — II век н. э.)[43], частично пересекается с периодом иудаизма Второго храма;
- Раввинистический иудаизм (II—XVIII века)[43];
- Современный иудаизм (с примерно 1750 года)[43].

Также проводится периодизация по духовным лидерам:
- Зугот (Пары).
- Танаи (ивр. תַּנָּאִים‎, Танна, — «повторять», «изучать», «учить»).
- Амораи (ивр.  אָמוֹרָאִים‎, амораим — говорящий, произносящий). Создали Гемары — анализ раннего Талмуда (Мишна).
- Савораи (арам. «рассуждающие, взвешивающие»).
- Гаоны (ивр. גאונים‎), единственное число гаон. Время наивысшего расцвета иудаизма. В это время от иудаизма отделились караимисты. Большую роль в противостоянии с ними сыграл Саадия Гаон.
- Ришоним (ивр. ראשונים‎, «Ранние, Первые»). Раввины до составления Йосефом Каро Шулхан Арух — свод равинистичных законов. Сефардский раввин Моше де Леон публикует книгу Зоар, основную книгу мистического учения каббала.
- Ахароним (ивр. אחרונים‎, «Последние, Поздние»). В это время произошло возникновение течения хасидизма в Речи Посполитой и реформистского иудаизма в Германии в двадцатые годы XIX века.

## Тексты

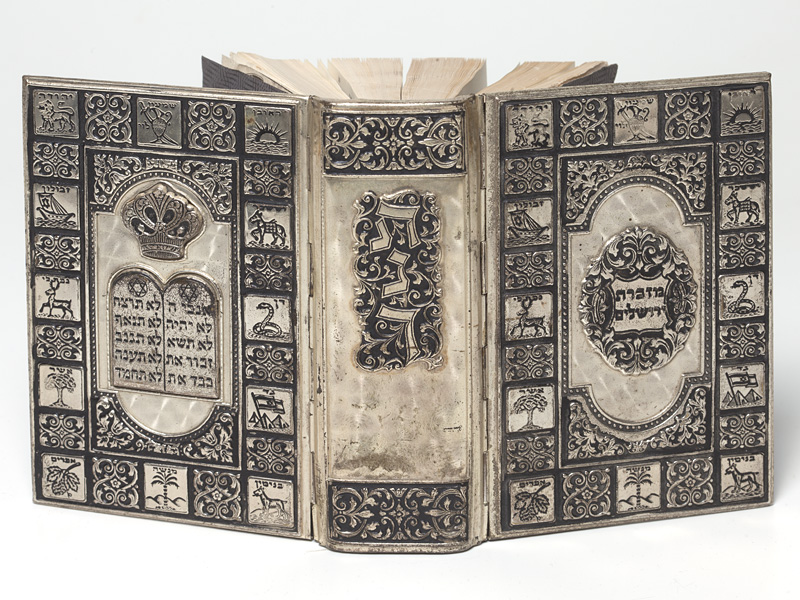
Танах из коллекции Еврейского музея Швейцарии, издан в Израиле в 1962 году

Священным писанием иудаизма является еврейская Библия, Танах (в переводах и с незначительными изменениями стала частью христианской Библии — Ветхим заветом; в переводе и существенно изменённом виде составила основу исламского священного писания — Корана); центральная его часть — Тора (букв. «закон»; в широком смысле Тора — вся совокупность еврейского традиционного закона — от Библии до последних галахических нововведений). Правила и предписания религиозного закона были кодифицированы в Талмуде (букв. «учение»), сложившимся как единое целое около 200 года н. э. Талмуд является правовым комментарием к Торе, который поясняет, как именно выполнять её предписания. В позднейшее время раввины не вносят дополнения в Талмуд, а лишь комментируют его применительно к вновь возникающим случаям в рамках респонсов (ответов) и в вероучительной (галахической) литературы. С библейских времён до настоящего времени развивается Галаха — нормативная (в отличие от Аггады) часть иудаизма, которая регламентирует еврейскую религиозную, семейную и гражданскую жизнь; в более узком смысле — совокупность законов, содержащихся в Торе, Талмуде и в более поздней раввинистической литературе. Помимо основных десяти заповедей иудаизм включает большое число других заповедей — предписаний и запретов (мицвот) этического и ритуального характера.
Перед евреями диаспоры, лишившимися Храма, центра национальной, культовой и духовной жизни, в середине II века н. э. встала задача «построить ограду вокруг Торы» — вместо культовой храмовой службы выстроить систему религиозного и обычного права (галахи), которое должно было регулировать жизнь еврейских общин. Вскоре после изгнания римлянами евреев из Иудеи было завершено создание иудейского — масоретского, канона Танаха, который делится на три части: Тора («Учение»), включающая книги Берешит («В начале», в христианской традиции — Бытие), Шмот («Имена», в христианстве — Исход), Вайикра («И воззвал», в христианстве — Левит), Бемидбар («В пустыне», в христианстве — Числа), Дварим («Слова», в христианстве — Второзаконие); Невиим («Пророки»), включающая книги Йехошуа (в христианстве — Книга Иисуса Навина), Шофтим (Книга Судей), Первая и Вторая книги Шмуэль (пророка Самуила, в синодальном переводе — Первая и Вторая книги Царств), Первая и Вторая книги Мелахим (Книги Царей, в синодальном переводе — Третья и Четвёртая книги Царств), Йешайя (пророка Исайи), Йирмияху (пророка Иеремии), Йехэзкель (пророка Иезекииля), Трей-Асар (книги Двенадцати малых пророков); Ктувим («Писания»), куда входят книги Техилим («Восхваления», в христианстве — Псалтирь), Мишлей («Притчи», в христианстве — Книга Притчей Соломоновых), Ийов (Книга Иова), Мегилот («Свитки», включает пять книг: Шир аширим — Песнь Песней, Рут — Руфь, Эйха — Плач Иеремии, Коэлет — Экклезиаст, Эстер — Есфирь), Даниэль (пророка Даниила), Эзра (пророка Ездры), Нехемия (пророка Неемии), Первая и Вторая книги Диврей-айамим («Хроники», в христианстве — Паралипоменон).
Танах — ивр. תנ"ך‎, аббревиатура, составленная из трёх слов: «Тора́» (ивр. תוֹרָה‎ — «закон», «учение»), «Невии́м» (ивр. נְבִיאִים‎ — «пророки»), «Ктуви́м» (ивр. כּתוּבִים‎ — «писания»). Тора иначе называется Пятикнижие Моисеево, так как эти пять книг, согласно традиции, были получены Моисеем от Всевышнего на горе Синай.
Танах называют «Еврейской Библией» (у христиан соответствует каноническим книгам Ветхого Завета). Он описывает сотворение мира и человека, Божественный завет и заповеди, а также историю еврейского народа от его возникновения до начала периода Второго Храма. Танах, а также религиозно-философские учения иудаизма послужили основой для становления христианства и ислама.
В разных контекстах Танах употребляет различные имена и эпитеты, прямо или косвенно обозначающие Бога. Классические комментаторы объясняют различные аспекты, связанные с употреблением каждого из этих имён, например, преобладание качества милосердия над строгим судом, и так далее.
Изучение особенностей текста, связанных с употреблением того или иного имени, легло в основу Документальной гипотезы современной Библейской критики.

### Тора (Пятикнижие)
Тора (ивр. תּוֹרָה‎  дословно — «учение, закон»; в ашкеназском произношении — То́йрэ).
- Как правило, Торой называют Пятикнижие Моисеево (др.-греч.  πεντάτευχος) или Книги Моисеевы.
- В самом Пятикнижии «Торой» часто называется отдельное предписание Бога (Исх. 15:25), отдельные заповеди (Быт. 26:5) или совокупность законов, относящихся к тому или иному предмету, например, «закон (Тора) всесожжения» (Лев. 6:2), «закон (Тора) о жертве повинности» (Лев. 7:1) и т. п.
- Слово «Тора» также встречается в смысле поучения или родительского наставления.
- Иногда Торой называют весь Танах[источник не указан 173 дня].
- Дальнейшее расширение значения произошло с различением Письменного Закона (Тора́ ше-би-хта́в) и Устного Закона (Тора́ ше-бе-аль-пе́): встречающееся в Пятикнижии множественное число торот было интерпретировано как относящееся к этим двум сферам Божественного откровения, которые традиционно рассматриваются как данные Моисею на горе Синай.
- В самом широком смысле Торой называют всю совокупность еврейского традиционного закона.
- Слово «тора» на современном иврите означает также любое «учение» — философскую, научную и т. п. систему (например, торат Кант — теория, учение, философия Канта; торат ха-яхасут — теория относительности).

### Комментарии к Торе

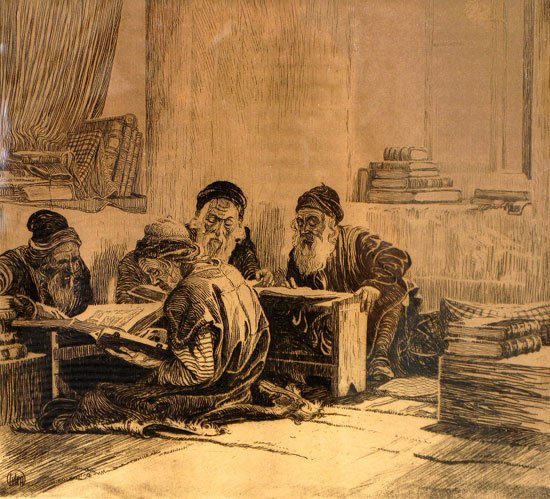
Изучение Талмуда, Эфраим Моше Лилиен, 1915

Так как текст Торы и её истинный смысл достаточно труден для понимания (в том числе даже для изучающих её людей), веками мудрецы пытались комментировать отдельные её положения. Некоторые комментаторы, например Раши, создали комментарии почти к каждому предложению Письменной Торы. Согласно талмудической традиции, Моисей получил на горе Синай вместе с Письменной и Устную Тору, которая раскрывает глубинный, скрытый смысл, дополняет Письменную и объясняет то, что там «недосказано». Хотя в Письменной Торе нет прямого подтверждения об Устной Торе, в книге Шмот (Исход) сказано: «И написал Моисей все слова Господни…» (Исх. 24:4).
Из поколения в поколение Устная Тора передавалась лишь в виде устного предания, пока не была записана во II веке в виде Мишны, а позднее — в Гемаре, которые вместе составляют Талмуд.
В современные издания Талмуда включают комментарии многих выдающихся мудрецов Торы из разных поколений: от гаонов (геоним), живших в раннем Средневековье, и до XVII века.
Другая часть комментариев вошла в Мидраш. Существуют мидраши на книги Бытие (Берешит Рабба), Левит (Вайикра рабба) (ранние мидраши), на книгу Исход (Шмот Рабба).
Есть также Тосефта — пояснения и дополнения к Мишне.

## Вероучение

Крупнейший мудрец-фарисей Гиллель, духовный лидер народа и глава Синедриона, свёл сущность всей Торы к одному предписанию: «То, что ненавистно тебе, не делай ближнему твоему; всё остальное лишь толкование…»

В современном иудаизме нет единого и общепризнанного института или лица, имеющего авторитет источника права, учительства или власти. Источники права (Галахи) современного ортодоксального иудаизма — устоявшиеся в различных общинах традиции и раввинские респонсы, основанные на Танахе («Ветхий Завет») и Талмуде («Устной Торе»). Галаха регулирует, в частности, те сферы жизни евреев, которые в иных правовых системах регулируются уголовным, гражданским, семейным, корпоративным и обычным правом. Общепринятым в разных течениях ортодоксального иудаизма является составленный в XVI веке Йосефом Каро свод «Шулхан арух», который подвёл итог кодификативной деятельности галахических авторитетов многих поколений. Евреи-ашкеназы приняли его с дополнениями Моше Иссерлеса (Рамо), учитывающими обычаи ашкеназской общины, и рядом других, более поздних дополнений и комментариев.
Отличительными чертами иудаизма являются отсутствие чёткой догматической системы вероучения и жёсткой организации, объединяющей все направления. В рамках иудаизма практически неприменимо чёткое противопоставление таких понятий, как сакральное и мирское, иерархия и миряне, догматика и предание. К основным вероучительным принципам иудаизма относится представление о единстве религии, национальной принадлежности и формам обыденного существования. Из этого положения следует, что еврейские общественные институты не делятся на сугубо религиозные и светские, религиозная идентичность проявляется в первую очередь через обыденную жизнь.

### Основные положения
Сущностные догмы иудаизма:
1. Существование единого духовного (бестелесного) Бога;
2. Пророчество, как Откровение Божественной воли человеку;
3. Свобода воли человека, как основа религиозно-нравственной ответственности;
4. Провидение как воздаяние.
5. Существование ангелов как посредников между Богом и миром. Но те, кто верят в ангелов, считают его важным догматом иудаизма;
6. Сотворение мира.

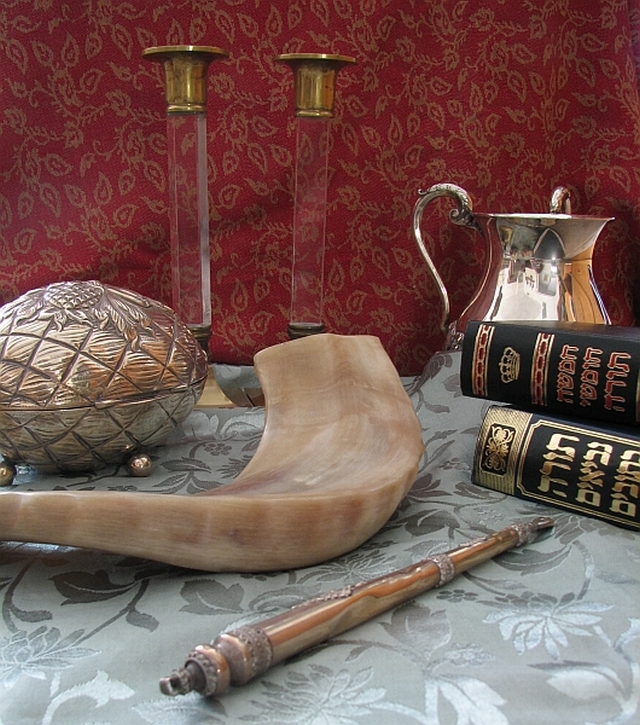
Некоторые предметы, используемые в иудаизме: шофар, указка для чтения Торы, Танах, молитвенник, подсвечники, футляр для этрога, кружка для омовения рук

Первые четыре принципа, вытекающие из этического монотеизма, признаются во всех догматических документах иудаизма.
Исторические догмы:
1. Телесное воскресение;
2. Духовное бессмертие как воздаяние в будущей жизни;
3. Мессия как политический Искупитель Израиля;
4. «Тора с Небес», или буквальное вдохновение Торы;
5. Устная традиция[48].

Кроме того, согласно Jewish Encyclopedia 1906 года, иудаизм имеет своей единственной целью восстановление чистого поклонения Богу по всей земле, он во все времена самым решительным образом протестовал против любого нарушения его чистой монотеистической доктрины, не признавая дуализм гностиков и тринитаризм Христианской церкви. Бог желает не жертвы, а праведного поведения. Бог является образцом праведности и святости, идеалом нравственного совершенства. Иудаизм объявил человека сотворённым по образу Божию, венцом и кульминацией Божьего творения, назначенным правителем земли и наместником Бога. Иудаизм проповедует избранность еврейского народа, чтобы стать благословением для всех народов на земле. Израиль, как Божий народ, должен установить вечное Царство Божие. Иудаизм не принимает учение о первородном грехе. Грех, согласно иудейскому учению, есть просто отклонение от правильного пути, главным образом из-за слабости человеческой природы. Концепция испорченности человечества грехом не имеет места в иудаизме.
Иудаизм предлагает всем людям и народам (неевреям) принять необходимый минимум моральных обязательств, налагаемых Торой на всё человечество: в то время как евреи обязаны соблюдать все 613 извлечённых из Пятикнижия предписаний (мицвот), нееврей, который считается участником завета, заключённого Богом с Ноем (Быт. 9:9), обязан выполнять лишь семь законов Ноевых сынов.

### Бог
Уже на ранних этапах ветхозаветной истории Бог Ветхого Завета несопоставим и несоединим с другими богами, но представление о нём как об абсолютно единственном ясно разъясняется только начиная с писаний Пророков. Бог обладает трансцендентальной надмирностью, но он ближе к человеку, чем антропоморфные боги политеизма, находящиеся в космическом бытии, среди себе подобных, и принимающие от людей лишь дань лояльности. Если языческое этническое божество связано со своим народом природными узами природной и культовой магией, то воля ветхозаветного Бога может быть удовлетворена только через свободное признание со стороны другой воли, человеческой: «Не потому, чтобы вы были многочисленнее всех народов, принял вас Господь и избрал вас, ибо вы малочисленнее всех народов, но потому, что любит вас Господь, и для того, чтобы сохранить клятву, которою Он клялся отцам вашим…» (Втор. 7:7, 8).
Представления о племенном божестве, враждебном другим народам, имеет место в Книге Иисуса Навина; в Книге пророка Амоса отражена идея любви Бога к каждому народу; Книга Ионы описывает, как пророк, который ненавидит город врагов своего народа, оказывается посрамлённым Богом. Идея безусловной верности единому Богу впервые стала последовательным догматом, призванным определить мышление, чувствование и действия человека: «Слушай, Израиль: Господь, Бог наш, Господь един есть; и люби Господа, Бога твоего, всем сердцем твоим, и всею душою твоею, и всеми силами твоими…» (Втор. 6:4, 5). «Ревность» становится модусом отношений Бога и человека (Втор. 6:14, 15). Этот императив предшествует монотеизму как таковому. Ветхозаветная традиция не раскрывает природу Бога, его свойства и атрибуты (что стало темой позднейшей теологии), метафизику Его единства и трансцендентности (что является темой греческой философии), исходящей от него законосообразности всего созданного им. Вместо этого акцент делается на отношения между ним и человеком или народом (например, Втор. 5:6).

### Спасение
В иудаизме духовное спасение и национальное физическое избавление еврейского народа от гнёта рассматриваются как единое целое и описываются термином геулла (избавление). Этим же термином может описываться мессианское освобождение еврейского народа и всего человечества.
Христианская доктрина первородного греха в иудаизме отсутствует. Иудеи верят, что ребёнок входит в мир свободным от греха, с чистой, невинной и незапятнанной душой. Христианское учение, утверждающее, что человечеству необходимо избавление вследствие первородного греха, чуждо для большинства средневековых еврейских мыслителей.
Согласно одному из подходов Аггады, ставшему общепринятым, избавление народа Израиля принесёт избавление всему миру (Песнь Р. 2:2, 3; ср. Тосеф., Бр. 7:2).
Доктрина избавления, созданная в учениях иудейских групп Иудейской пустыни, оказала влияние на формирование христианского учения.

### Эсхатология

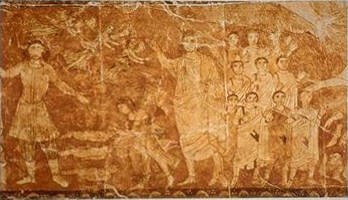
Воскресение мёртвых. Фреска из синагоги Дура-Европос, III век

Еврейская эсхатология имеет дело прежде всего и главным образом с конечной судьбой еврейского народа и мира вообще и лишь во вторую очередь с будущим отдельного человека. Главной заботой еврейского законодателя, пророка и апокалиптического писателя был Израиль как народ Божий и победа Его истины и справедливости на земле. Термин День Господень использовался у пророков в эсхатологическом смысле и наделяется двояким характером: с одной стороны, как время проявления карательной силы Божией справедливости, направленной против всего, что вызывает Его гнев, а, с другой стороны, как время оправдания и спасения праведников.
В дополнение к представлению о Дне Господнем пророки развивали надежду на идеальное мессианское будущее через царствование сына дома Давидова, золотого века райского блаженства.
Надежда на воскресение была выражена пророком Иезекиилем только в отношении еврейского народа как такового (Иез. 37). Однако под персидским влиянием учение о воскресении претерпело изменения и стало частью Судного дня; следовательно, в Дан. 12:2 воскресение распространяется как на нечестивых, так и на праведных, первые «к посрамлению и вечному ужасу», последние — «пробудятся к жизни вечной».

## Организация
Более двух тысячелетий иудаизм существует при отсутствии единственного иудейского храма — Иерусалимского храма, разрушенного римлянами в 70 году: согласно иудейской религии вне Храма невозможны храмовое богослужение, жертвоприношения и наследственное храмовое священство. Синагога не рассматривается в качестве особого священного места, не является храмом в традиционном смысле; синагога — место для собраний, учёбы и хранения книг. Существуют потомки священников Иерусалимского храма (коганим), представляющие собой особую группу с почётным статусом и некоторыми почётными правами; они обязаны соблюдать ряд дополнительных религиозных предписаний. В иудаизме, считается, что не существует каких-либо посредников между Торой (в которой выражено Божье откровение) и народом не существует. Согласно с представлением, что каждый еврей напрямую связан с Богом, определяется роль раввина в отдельной синагоге. Раввин — не священник, а скорее просто религиозно образованный еврей, который может занимать административные должности. Восстановление Храма, храмового богослужения и культа во всей полноте мыслится только в эсхатологической перспективе — после прихода Машиаха (Мессии).
Центром религиозной и общественной жизни еврейской общины является синагога. В раввинистической литературе возникновение синагоги относится ко времени Моисея; большинством историков — ко времени разрушения Первого Храма и вавилонского пленения.

## Символы
В существенном смысле символическое значение в иудаизме имеют молитва Шма, соблюдение шаббата, кашрута, и ношение кипы (головного убора).

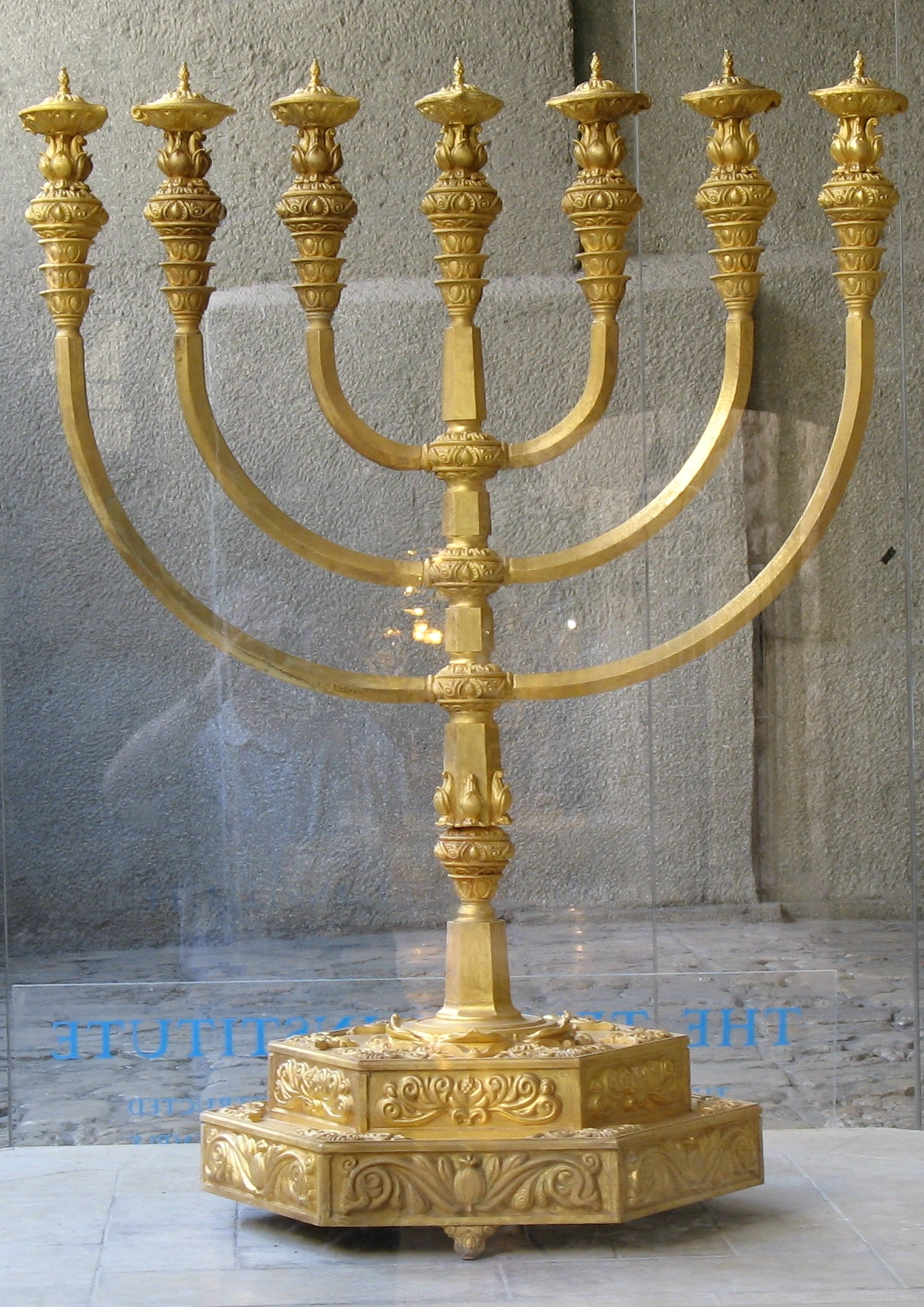
Реконструкция Меноры, выполненная в Институте Храма, Иерусалим

Один из внешних символов иудаизма с XIX века — шестиконечная Звезда Давида. Более древним символом иудаизма является семисвечник (Менора), который, согласно Библии и традиции, стоял в Скинии и Иерусалимском храме. Две расположенные рядом прямоугольные скрижали с закруглённой верхней гранью также являются символом иудаизма, зачастую встречающимся в орнаменте и декорации синагог. Иногда на скрижалях выгравированы Десять заповедей, в полной либо сокращённой форме, либо десять первых букв еврейского алфавита, служащих для символической нумерации заповедей.
Библия также описывает знамёна каждого из двенадцати колен Израилевых. Поскольку традиционно считается, что современные евреи, в основном, происходят из колена Иуды и существовавшего на его территории Иудейского царства, лев — символ этого колена — также является одним из символов иудаизма. Иногда лев изображается с царским скипетром — символом царской власти, которой наделил это колено в своём пророчестве праотец Иаков (Быт. 49:10). Также встречаются изображения двух львов по обе стороны скрижалей, стоящих «на страже заповедей».

## Святые места

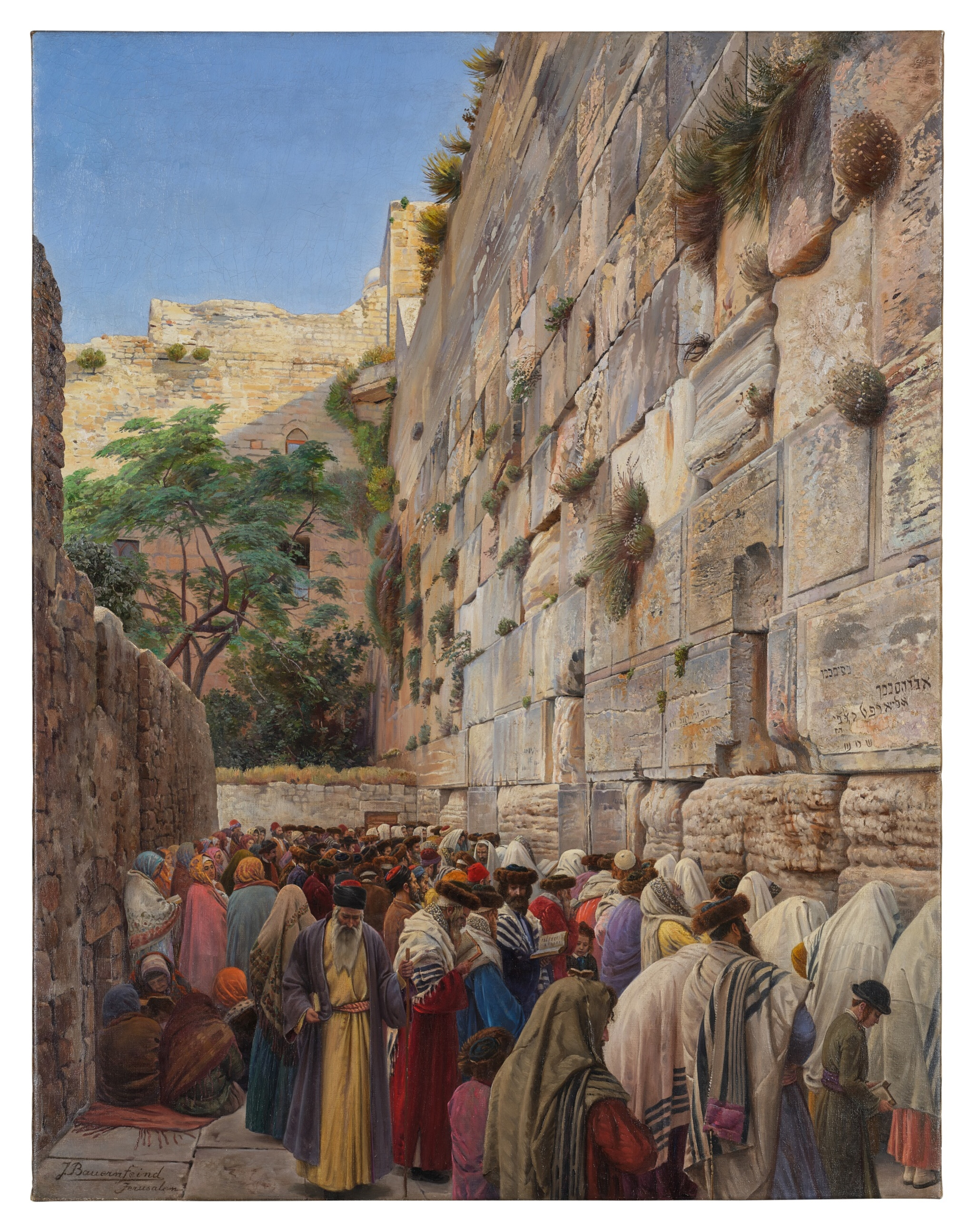
Западная стена, Густав Бауэрнфейнд

Еврейская религия считает святой всю Землю Израиля (Эрец-Исраэль) и прежде всего её столицу, Иерусалим. Главным святым местом иудаизма в Эрец-Исраэль современный иудаизм считает Храмовую гору. В настоящее время не представляется возможным установить место, где в Храме располагалась Святая святых, и потому большинством ортодоксальных раввинов запрещается подниматься на эту гору вообще. Через несколько веков (с V или X века) после разрушения Второго храма наиболее почитаемым святым местом в Эрец-Исраэль стала считаться Западная стена бывшего Храма (Стена плача). Особенно с начала XVI века она обладает для иудеев исключительным религиозно-ритуальным значением.
В первую очередь священным городом традиционно считается Иерусалим. Однако в XVII веке термин «священный город» также стал употребляться и по отношению к трём иным городам: Хеврону, Цфату и Тверии — Четыре священных города.
В иудаизме уже в период Первого храма предписывалось не делать святынями могилы предков, не считать благочестием паломничество к ним и молитву над ними. Однако особенно начиная с эпохи Средних веков, вероятно под влиянием христианства и ислама, сформировался обычай почитания в качестве святых мест также захоронений значимых иудейских деятелей, таких как патриархи и пророки, таннаи, амораи, мудрецы и праведники последующих веков. Наибольшее значение придаётся расположенной в Хевроне пещере Махпела, где по преданию захоронены праотцы Авраам, Исаак и Иаков и их жёны Сарра, Ревекка и Лия, а согласно некоторым преданиям — также сыновья Иакова, и даже Адам и Ева.
Традиция почитания в качестве святых мест большого числа других могил не прекращается, несмотря на историческую сомнительность или установленную недостоверность. Так, в 4 км к югу от Иерусалима по дороге в Бет-Лехем расположено большое надгробие, которое многие приписывают второй жене Иакова Рахили — вопреки отсутствию достаточных исторических оснований и следуя преданию. Могилой царя Давида многие, вероятно, ошибочно считают гробницу в помещении, которое сохранилось от церкви Благовещения, в XII веке построенной крестоносцами на склоне горы Сион. Эти и другие подобные объекты остаются местами массового паломничества религиозных евреев.
Большое число освящённых евреями захоронений расположено в Галилее, где, в особенности в Тверии, Цфате и окрестностях этих годов, в течение многих веков сохранялось значительное по численности еврейское население. Почитание этих могил в качестве святых мест в Земле Израиля вошло в обычай особенно с XVI века, на что повлиял Ицхак Лурия, один из основателей цфатской школы каббалы. Он и его ученики придавали важное мистическое значение обряду поклонения могилам праведников. Они обследовали и обнаружили в окрестностях Тверии могилы значительного числа таннаев, таких как рабби Акива, Меир, Иоханан бен Заккай, Элиэзер бен Гиркан, амораев — Амми, Асси и других иудейских праведников.
Примерно с того же времени начинается массовое паломничество, особенно на праздник Лаг ба-Омер, к местам, где захоронены рабби Шимон бар Иохай и его сына Элазар в Мероне. Там же, согласно преданию, находятся захоронения таких танеаев, как Хиллель, Шаммай, Ицхак Наппаха и др. Большой популярностью у паломников и молящихся пользуется расположенная в окрестностях Тверии могила Меира Баал ха-Неса. В Тверии верующие почитают могилы Маймонида и других известных законоучителей и духовных вождей, живших в Земле Израиля в последующие века. На старом кладбище в городе Цфате известны могилы таких учёных, как Иосеф Каро, Ицхак Лурия, Шломо Алкабец и др. В Явне почитают могилу Гамлиэля ха-Закена.
Большое количество древних захоронений, в том числе периода Второго храма и Мишны, найдено в Бейт-Шеариме, Кирьят-Тивоне, на старых кладбищах, расположенных на Масличной горе в Иерусалиме, однако идентифицировать большую их часть весьма затруднительно. В целом на территории Израиля религиозные евреи в качестве святых мест в Эрец-Исраэль почитают несколько сотен могил.
Вскоре после создания Государства Израиль при Министерстве по делам религий было организовано специальное управление для охраны святых мест в Эрец-Исраэль и обеспечения свободного доступа к ним. Управление ведает также местами, которые считаются святыми в христианстве, исламе и других существующих в Израиле конфессиях.

## Течения
Примерно до начала XIX века принципиальное отсутствие какой-либо иерархии внутри иудаизма («предстоятелей» или «первоиерархов») и наличие самых разных авторитетов и точек зрения обуславливали конфессиональное единство еврейства. Иудеи разных традиций воспринимали себя членами одного религиозного течения несмотря на языковые, социокультурные и уставные различия («нусахим» — местные особенности богослужения). Споры между раввинами не приводили к крупным расколам в рамках иудаизма, поскольку главы общин обычно не имеют всей полноты власти в синагоге, а раввин не имеет «священного» авторитета как священнослужитель. Разногласия по вопросу организационных форм единого иудаистского движения появились только в XIX веке. Во второй половине XIX века в странах Западной Европы произошло идеологическое, а позднее и организационное обособление деноминаций реформистского, а затем и консервативного иудаизма. Наряду с этим возникло понятие ортодоксального иудаизма, приверженцами которого не признаются иные формы существования своего направления, нежели сложившихся ранее. Традиционный ортодоксальный иудаизм стал магистральным течением еврейского религиозного движения. Ортодоксы являются сторонниками строгого соблюдению всего комплекса норм и предписаний иудаизма — мицвот и придерживаются иудейского религиозного закона — галахи. Реформисты и более традиционные по сравнению с ними консерваторы обычно допускают возможность существования иудаизма в рамках нескольких деноминаций и течений. Наиболее распространённой среди евреев является мировоззренческая позиция ортодоксального иудаизма. С точки зрения ортодоксов бессмысленно каким-либо образом разграничивать евреев как народ и единую религиозную общину, к которой принадлежит любой еврей, что в равной степени относится и к соблюдающим мицвот, и несоблюдающим, и к атеистам. Даже отпавший в другую религию еврей, который не считается более членом еврейской общины, в галахическом смысле (с точки зрения иудейского религиозного закона) остаётся евреем, и для него сохраняется возможность раскаяния («тшува» — букв. «возвращение»). Евреями считаются также представители других национальностей, обращаемые в иудаизм.
Современный иудаизм включает различные течения или направления, сформировавшиеся в XIX—XX веках. Самыми крупными являются ортодоксальный иудаизм (включающий, в свою очередь, хасидов, «литваков», современную ортодоксию, религиозных сионистов и т. д.), реформистское и консервативное течения (в основном, в США и Канаде). В некоторых странах течение, приблизительно соответствующее реформистскому, называется либеральным либо прогрессивным иудаизмом, а сторонников консервативного иудаизма вне США и Канады называют «масорти». Кроме того, последователями «традиционного» иудаизма, или «масорти», иногда называют прослойку людей (в первую очередь, в Израиле), которые, сами не являясь ортодоксами, тем не менее соблюдают многие традиции и являются сторонниками ортодоксального иудаизма. Похожая ситуация существовала и сохраняется по сей день в бывшем СССР, где большинство людей, исповедующих иудаизм, не соблюдают всех его предписаний на бытовом уровне в ортодоксальной интерпретации, но тем не менее не относят себя к другим течениям и уважают авторитет ортодоксальных раввинов. Однако после распада СССР в России возникли и общины, связанные с прогрессивным течением.

### Ортодоксальный иудаизм

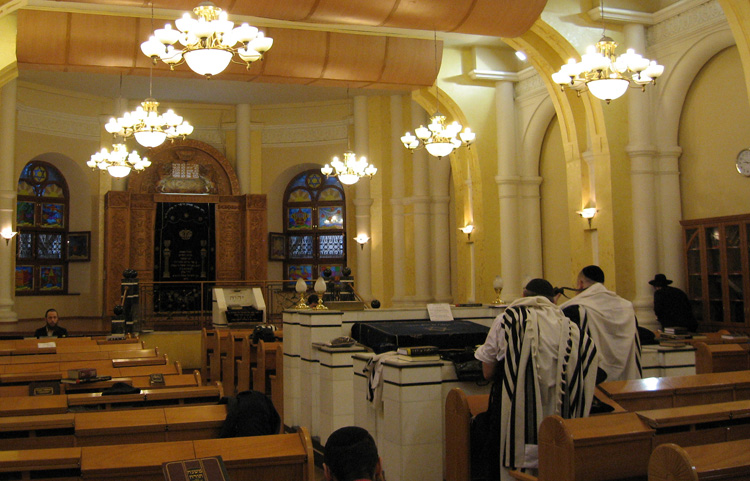
Минха, дневная молитва в Главной синагоге Одессы

Ортодоксальный иудаизм (от др.-греч. ὀρθοδοξία — букв. «правильное мнение») — общее название течений в иудаизме, последователи которых являются продолжателями классической формы еврейской религии. Ортодоксальный иудаизм считает обязательным соблюдение еврейского религиозного закона (Галаха) в том виде, в каком он зафиксирован в Талмуде и кодифицирован в своде Шулхан арух. В ортодоксальном иудаизме есть несколько направлений — литовское, хасидизм различного толка, модернистский ортодоксальный иудаизм (от англ. Modern Orthodox Judaism), религиозный сионизм. Общее количество последователей ортодоксального иудаизма составляет около 4 миллионов человек.

#### Литваки
Представители наиболее классического направления в ашкеназской ветви современного иудаизма.
Называются литваками, так как основные их духовные центры — иешивы находились, вплоть до Второй мировой войны, преимущественно в Литве (в Литву, точнее, Великое княжество Литовское входили земли современной Литвы, Беларуси, части Польши и Украины).
«Литовская Школа» появилась хронологически раньше хасидизма и религиозного сионизма.
Литваки являются последователями Виленского Гаона (рабби Элиягу бен Шлоймэ Залмана), великого еврейского учёного-талмудиста. С его благословения была создана первая иешива литваков современного образца в Воложине.
В России литваки входят в состав КЕРООРа (Конгресс еврейских религиозных общин и организаций России).
Выдающиеся раввины, учёные и общественные деятели, принадлежащие к течению литваков: рабби Исроэль Мейр а-Коэн (Хафец Хаим), рав Шах.

#### Хасидизм
Религиозно-мистическое движение, возникшее в XVIII веке. В настоящее время центры хасидизма расположены в Израиле, США, Великобритании и Бельгии. В России хасидские общины входят в Федерацию еврейских общин России.

#### Ортодоксальный модернизм
Ортодоксальный модернизм придерживается всех принципов ортодоксального иудаизма, при этом интегрирует их с современной культурой и цивилизацией, а также с религиозным пониманием сионизма. В Израиле его последователями является более половины ортодоксально-религиозного еврейского населения.
В XIX веке начальные формы «Современной ортодоксии» создали раввины Азриэль Хильдесхаймер (1820—1899) и Шимшон-Рафаэль Гирш (1808—1888), которые провозгласили принцип Тора вэ дэрех эрец — гармоничное сочетание Торы с окружающим (современным) миром.

#### Религиозный сионизм
Иное направление «Современной ортодоксии» — религиозный сионизм — возникло в 1850-е годы и связано с именем раввина Цви Калишером и ряда других раввинов, а затем в начале XX века разработано равом Авраамом-Ицхаком Куком.
Во второй половине XX века главные идеологи движения р. Цви-Иехуда Кук (Израиль) и р. Йосеф-Дов Соловейчик (США).
Видные представители в настоящее время: р. Авраам Шапира (умер в 2007 году), р. Элиезер Беркович (умер в 1992 году), р. Мордехай Элон, р. Шломо Рискин, р. Йехуда Амиталь, р. Аарон Лихтенштейн, р. Ури Шерки, р. Шломо Авинер.
В русскоязычной еврейской общине принципам современной ортодоксии и религиозного сионизма следует организация Маханаим во главе с Зеевом Дашевским и Пинхасом Полонским.

### Реформистский (прогрессивный) иудаизм
Возник в начале XIX века на основе идей рационализма и изменения системы заповедей — сохранения «этических» заповедей при отказе от «ритуальных» заповедей. Движение прогрессивного иудаизма — это либеральное течение в иудаизме. Прогрессивный иудаизм считает, что еврейская традиция постоянно развивается, с каждым новым поколением приобретая новый смысл и новое содержание. Прогрессивный иудаизм стремится к обновлению и реформе религиозных обрядов в духе современности и принципиально отвергает Галаху.
Движение прогрессивного иудаизма считает себя продолжателем дела пророков Израиля и следует по пути справедливости, милосердия и уважения к ближнему. Движение прогрессивного иудаизма стремится связать современную жизнь с еврейским Учением; его сторонники уверены в том, что на рубеже тысячелетий еврейские традиции и еврейское воспитание нисколько не утратили своей актуальности.
Зародившись около 200 лет назад в Европе, прогрессивный иудаизм насчитывает сегодня более 2 миллионов приверженцев, проживающих на 5 континентах, в 36 странах. Большая часть приверженцев проживает в США, Канаде, Германии, Англии, России, Украине, где сложился классический реформистский иудаизм, изначально задуманный в качестве универсального, а не исключительно еврейского рационального морально-этического учения. Реформистский иудаизм признаёт евреями как принявших иудаизм (в любой его форме) неевреев, так и потомков евреев по отцовской либо материнской линии.
В Великобритании идейно близкое к реформистскому иудаизму движение называется либеральным. Реформистский же иудаизм в Великобритании идейно ближе к консервативному движению в США. В совокупности, либеральное, реформистское, а также реконструктивистское движения называют прогрессивным иудаизмом.

### Консервативный иудаизм
Современное течение в иудаизме, возникло в середине XIX века в Германии, первые организованные формы образовались в начале XX века в США. Изначально было ответвлением реформистского иудаизма.
Консервативный иудаизм стал массовым движением в США после массовой иммиграции евреев из Восточной Европы, в большинстве своём выходцев из традиционных (ортодоксальных, в современной терминологии) семей, примкнувших к существующим реформистским общинам. Им был чужд классический реформистский иудаизм немецкого толка, но, в то же время, они не отводили повседневному соблюдению ту же роль, что большинство ортодоксов. В итоге, консервативный иудаизм выделился в отдельное движение, но, в то же время, под его влиянием многие традиционные обряды вернулись в реформистский иудаизм.
В США также существует небольшая прослойка, условно именуемая Conservadox, описывающая людей, чья религиозная практика попадает в промежуток от консервативного до ортодоксального (модернистского) иудаизма. Часто это выходцы из ортодоксальных семей, придерживающихся религиозных обрядов менее строго, чем это принято в ортодоксальных общинах, но более строго, чем принято в консервативных, и без практик, почерпнутых консерваторами у реформистов. Примерно ту же группу нередко называют «традиционными» евреями (противопоставляя их как ультраортодоксам, так и реформистам и идейно близкой им части консерваторов). Таким образом, спектр взглядов и практик, составляющих консервативный иудаизм, весьма широк.

### Реконструктивистский иудаизм
Движение, базирующееся на идеях раввина Мордехая Каплана об иудаизме как цивилизации, изначально — ответвление консервативного иудаизма. Входит, наряду с реформистским иудаизмом, в World Union for Progressive Judaism.

### Прочие течения

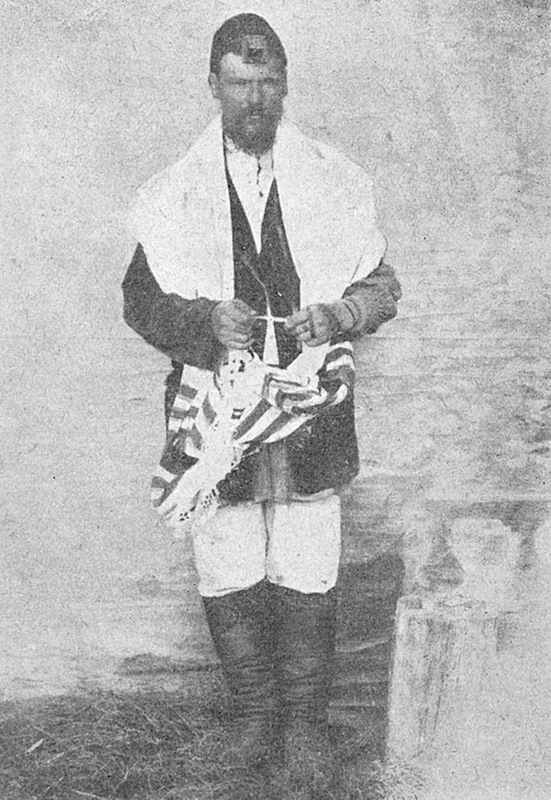
Субботник, альманах «Еврейская старина», 1913

Иудаизм в отдельных этноконфессиональных группах:
- Как особый вариант иудаизма может рассматриваться религия самаритян,
- Хайманот (неталмудический иудаизм эфиопских евреев),
- Караимизм (неталмудический иудаизм караимов),
- Иудаизм в русской этнической среде — см. статьи Субботники.

Новые течения:
- Гуманистический иудаизм,
- Бней Ноах («иудаизм для неевреев»).

Некоторые учения сочетают веру в Иисуса из Назарета и догматы христианства с элементами иудаизма (богослужебные практики, символика, обычаи), в частности, мессианский иудаизм.

## Статус в Израиле
В государстве Израиль религия не является государственной (то есть обязательной для граждан), но она и не отделена от государства. Есть вопросы (женитьба, развод, смерть, гиюр — переход в иудаизм), которые находятся в исключительном ведении религиозных учреждений. Есть также и другие вопросы, которые могут рассматриваться религиозным судом «Бейт дин» по обоюдному согласию сторон. В любом случае возможна апелляция в Верховный суд. Некоторые законы Израиля приняты на основании традиционного иудейского права — Галахи.
Среди еврейского населения Израиля (5,3 млн) около 27 % респондентов являются сторонниками ортодоксального иудаизма, около 4 % респондентов относят себя к реформистскому иудаизму, около 3 % — к консервативному иудаизму (на 2013).
Также выходным днём в Израиле является суббота, а праздничными — все праздничные дни (Песах, Шавуот, Рош ха-Шана, Йом-кипур, Суккот) в соответствии с иудаизмом.

Звезда Давида, один из символов еврейства, на флаге Государства Израиль
Менора, один из символов иудаизма, на гербе Государства Израиль

## Взаимоотношения с другими религиями
Отношение к иноверцам в иудаизме и еврейской среде в разные эпохи было различным. В библейский период восприятие иноверцев определялось различными религиозными представлениями, как об избрании народа Израиля Богом, так и об универсальности Бога, с которым так или иначе связаны все народы, а также текущими историческими обстоятельствами. Отношение законоучителей Талмуда и последующих иудейских авторитетов к иноверцам включало широкий диапазон мнений. К Средним векам экономические и социальные условия в христианских и исламских странах стали причиной учащения контактов евреев с иноверцами, что привело к смягчению, а затем и отмене ряда связанных с данным вопросом галахических постановлений. В ещё более положительных выражениях высказывался ряд галахических авторитетов начиная с XVIII века. Современный ортодоксальный иудаизм разделяет основные позиции ахароним: законы справедливости, которые провозгласил иудаизм, равны для всех людей вне зависимости от их национальности и вероисповедания.

### Иудаизм и язычество
Отношение иудаизма к языческим религиям иллюстрирует молитва Алейну лешабеах (современный текст написал вавилонский талмудист Рав Аба Арика, III век), которая завершает молитвословия ежедневной еврейской службы:

На нас возложено прославлять Господа всего мира, провозглашать величие Создателя вселенной. Ибо он не сделал нас подобными народам мира, не дал нам быть похожими на племена земные. Он дал нам не их удел, и не ту судьбу, что всем их полчищам. Ибо они поклоняются пустоте и тщете, и молятся божествам, которые не спасают <…>.
— Русский перевод по: «Сидур Врата молитвы» под редакцией Пинхаса Полонского — М., 1993, С. 144—145
Попытка навязать иудейской общине верования эллинов привела к войне Маккавеев.

### Иудаизм и христианство
Христианство исторически возникло в религиозном контексте иудаизма. Сам Иисус (ивр. יֵשׁוּעַ‎) и его непосредственные последователи (апостолы) были по рождению и воспитанию иудеями; многие евреи воспринимали их в качестве одной из многочисленных иудейских сект. Так, согласно 24-й главе Книги Деяний, на суде над апостолом Павлом сам Павел декларирует себя как фарисея, и при этом он именуется от лица первосвященника и иудейских старейшин «представителем Назорейской ереси» (Деян. 24:5).
Евреи называли христиан, начиная с ранних христиан, ноцрим, то есть последователями Иисуса из Назарета (Нацрата), — это обозначение сохранилось до настоящего времени. Если в современных европейских языках прилагательное христианский приобрело значение всего нравственного и достойного похвалы, то у евреев это слово получило неодобрительный оттенок, в основном по причине контраста между провозглашаемыми высокими христианскими идеалами (религии любви и смирения) и действительностью, включая погромы, дискриминацию и преследование евреев со стороны христиан.
С течением времени иудеохристиане были отнесены к категории сектантов, которые отвергнуты и отлучены еврейской общиной как еретики (миним). Отвержение еретиков, которое провозглашается в ежедневной молитве Амида, исключило участие иудеохристиан в синагогальном богослужении, что завершило их отделение от иудеев.
После исчезновения иудеохристианских сект и победы нееврейского христианства стать христианином для еврея в течение веков означало отступиться от веры своих отцов и покинуть еврейскую общину. Лишь в новейшее время некоторые миссионерские и другие круги выдвинули идею, что еврей может уверовать в Иисуса Христа, признать его в качестве Мессии, то есть стать христианином и при этом оставаться евреем в этнонациональном контексте.
С точки зрения иудаизма, личность Иисуса из Назарета не имеет никакого религиозного значения, и признание его мессианского статуса и, соответственно, использование титула Христос по отношению к нему неприемлемо. В иудейских религиозных текстах той эпохи нет упоминаний о личности, которую можно было бы достоверно отождествить с Иисусом.
Иудеи настаивали на исключительном праве на Библию и её верное истолкование и часто считали, что её христианское истолкование является ересью, фальсификацией и идолопоклонством. Христианство в целом иудеи также часто рассматривали как идолопоклонство, в особенности после того, как оно перестало быть иудейской сектой, стало господствующей религией и приняло свою средневековую форму, которая предполагает том числе использование в культовых целях изображений. Этот взгляд усиливался тем, что в течение многих веков на еврейскую философию влияла главным образом исламская мысль, в рамках которой, как и в иудаизме, понятие о Боге, в отличие от христианского, является строго монотеистическим.
В авторитетной раввинистической литературе нет единого мнения, считать ли христианство с его тринитарной и христологической догматикой, разработанной в IV веке, идолопоклонством (язычеством) или же приемлемой (для неевреев) формой монотеизма, известной в Тосефте как шитуф — термин подразумевает поклонение истинному Богу вместе с «дополнительными». Раввинскими авторитетами обсуждался вопрос, должны ли законы и запреты, касающиеся торговли и отношений с идолопоклонниками, распространяться также на христиан.
Для иудеев христианский мир представлялся воплощением Рима, символами которого являлись Эдом или Исав, злой силы этого мира, стремящейся к уничтожению Иакова-Израиля — олицетворения народа Израиля. Последний спасается лишь благодаря обетованию и милосердию Божьему. Некоторые иудейские еврейские мыслители, например, Иехуда ха-Леви и Маймонид, высказывали предположение, что христианство, которое признаёт божественное происхождение Библии и является менее политеистическим, чем обычное и «примитивное» язычество, служит орудием Провидения, задача которого состоит в постепенном приближении неевреев к истинной религии — иудаизму.
Авторитетный иудейский богослов Маймонид писал:

<…> и всё происшедшее с Йешуа Ганоцри и с пророком измаильтян, который пришёл после него, было подготовкой пути для царя Машиаха, подготовкой к тому, чтобы весь мир стал служить Всевышнему, как сказано: «Тогда Я вложу в уста всех народов ясные речи, и станут люди призывать имя Господа и будут служить Ему все вместе» (Соф. 3:9). Каким образом [те двое способствовали этому]? Благодаря им весь мир наполнился вестью о Машиахе, о Торе и о заповедях. И достигли эти вести дальних островов, и среди многих народов с необрезанным сердцем начали рассуждать о Машиахе, и о заповедях Торы. Одни из этих людей говорят, что заповеди эти были истинными, но в наше время потеряли силу, ибо были даны только на время. Другие — что заповеди следует понимать иносказательно, а не буквально, и уже пришёл Машиах, и объяснил их тайный смысл. Но когда придёт истинный Машиах, и преуспеет, и достигнет величия, сразу все они поймут, что научили их отцы ложному и что их пророки и предки ввели их в заблуждение.— Рамбам. Мишне Тора, Законы о царях и о войне, гл. 11:4.
Несмотря на враждебность и недоверие, иудаизм и христианство всегда проявляли некоторый интерес друг к другу. Еврейские мыслители, такие как Маймонид, Ибн Габирол, а в новое время особенно Мартин Бубер, оказывали влияние на христианских богословов и толкователей Библии. Христианство также влияло на еврейских мыслителей не только напрямую, но и опосредованно — посредством «культурного осмоса». Так, И. Бер пытался показать специфическое влияние христианства на ряд аспектов религиозной мысли, включая понимание книги Зоар, и религиозной практики Хасидей Ашкеназ. Оценка христианства в раввинистической традиции повлияла также на сферу Галахи. Требования последней, в свою очередь, оказывали влияние на теоретический подход раввинских авторитетов. Христианские изыскания в области библеистики (библейская критика) оказывали воздействие на современные еврейские исследования в библейской области, однако христианские исследования до настоящего времени в некоторой мере демонстрируют традиционные антиеврейские представления, о которых Ш. Шехтер писал: «Высшая критика — это высший антисемитизм».
Литургические нововведения реформистского иудаизма проводились под влиянием протестантизма.

### Иудаизм и ислам
Взаимодействие ислама и иудаизма началось в VII веке с возникновением и распространением ислама на Аравийском полуострове. Ислам и иудаизм относятся к авраамическим религиям, происходя из общей древней традиции, восходящей к Аврааму. Поэтому есть много общих аспектов между этими религиями. Мухаммед утверждал, что вера, которую он провозгласил, есть не что иное, как чистейшая религия Авраама, впоследствии искажённая как иудеями, так и христианами.
Иудеи признают ислам, в отличие от христианства, последовательным монотеизмом. Традиционно, евреям, живущим в мусульманских странах, было разрешено исповедовать свою религию и управлять своими внутренними делами. Они были свободны в выборе места жительства и профессии. Период с 712 по 1066 годы был назван золотым веком еврейской культуры в исламской Андалусии (Испания). Лев Поляков пишет, что евреи в мусульманских странах пользовались большими привилегиями, их общины процветали. Не было никаких законов или социальных барьеров, препятствующих ведению ими коммерческой деятельности. Многие евреи мигрировали в районы, завоёванные мусульманами, и образовали там свои общины. Османская империя стала убежищем для евреев, которые были изгнаны с территории Испании католической церковью.
Традиционно немусульмане, в том числе евреи, в мусульманских странах находились в положении подданства. Для этих народов существовал статус зимми, основанный на законах, которые были разработаны мусульманскими авторитетами во времена Аббасидов. Пользуясь защитой жизни и имущества, они обязаны были признать безраздельное господство ислама во всех сферах жизни общества и платить специальный налог (джизья). Вместе с тем они освобождались от других налогов (закят) и освобождались от службы в армии.

## Народы, исповедующие иудаизм
В течение веков в еврейской диаспоре сложились многочисленные группы евреев, характеризующиеся культурными и языковыми особенностями. Многие из них говорят или говорили на особых еврейских этнолектах, диалектах и языках.

## Критика
Критика иудаизма может исходить как от религиозных, так и от светских авторов. Зародилась ещё в античности. Современная критика также отражает внутреннюю иудейскую полемику между ортодоксальным, реформистским, консервативным и другими направлениями иудаизма.

## Еврейская мифология

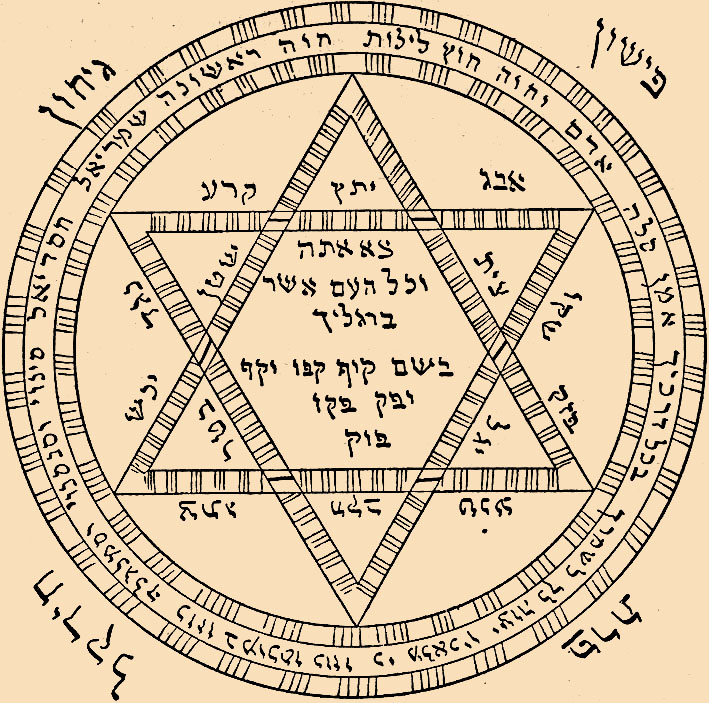
Амулет для ограждения роженицы и ребёнка от волшебных чар, дурного глаза и влияний демонов

Еврейская, иудаистическая мифология — мифологические представления, распространённые в рамках еврейской культуры. Начала складываться в 1-м тысячелетии до н. э. у древних евреев на основе общей западносемитской мифологии.
Является основным элементом еврейского фольклора, повлиявшего на священные тексты иудаизма. Еврейская мифология оказала глубокое влияние на христианскую и мусульманскую мифологию, а также на мировую культуру в целом. В свою очередь и сама еврейская мифология в процессе своего развития подверглась влиянию мифологий других культур.

## Народный иудаизм
В качестве народного иудаизма рассматривается сумма религиозных практик, принятых в еврейских общинах и находящихся в динамичном взаимодействии с иудейскими нормативными религиозными институциями.
Одним из важных принципов еврейского религиозного законодательства выступает жёсткая регламентация всех сфер жизни, в том числе деталей быта и повседневности. Однако ещё в период становления и формирования еврейского религиозного права — Галахи раввины учили, что человеку не следует нарушать обычаев предков и обычаев, которые приняты в данном месте (Иерусалимский Талмуд, Псах. 4:1, 30г, Софрим 14:18). Другими словами, даже основатели еврейского законоучения понимали, что в реальной практике закон нередко вступает в конфликт с народными обычами и традициями, которые приняты в разных местностях проживания евреи. В принципе еврейское право проводит различие гражданского и ритуального закона. В рамках гражданского права обычай может отменять закон, но в ритуальном законодательстве обычай не может позволять то, что запрещает закон.
Профессор социологии Университета имени Бен-Гуриона Стивен Шарот отмечал, что еврейская народная религия вкупе с формами народного иудаизма заостряет внимание на магическом или тауматургическом, то есть на том, что может помочь защитить человека от болезней и несчастий. Он подчёркивает, что в то время, как раввинистическая традиция касается иудейского ритуала и галахи, колдуны оказывают людям помощь в повседневной жизни. Шарот приводит в качестве примера, как относительно профессиональный тип магов, феномен польских баалшемов, имевший широкое хождение начиная XVI века, которые в XVIII веке добились большого успеха на волне повального увлечения каббалой в обществе. Баалшемы обещали людям использовать свои познания в именах Бога и ангелов, демонологии, экзорцизме, хиромантии и фитотерапии, чтобы нанести вред врагам и помочь добиться успех в делах брака и рождения детей.

## Влияние
Хотя христианская церковь использовала различные источники, сохранение ею иудейского Священного Писания, называемого в христианстве Ветхим Заветом как неотъемлемой части Библии, что остро обсуждалось во II веке н. э. — имело решающее значение для формирования христианского учения, которое заимствовало из иудаизма в том числе этические аспекты.
Христианское учение заменило содержание древнееврейских понятий «сын человеческий» и «помазанник», «спаситель» на новозаветные с определениями евангельского толка. Таким образом, Ветхий Завет предоставлял большое число «доказательств» истинности Нового Завета, которыми считаются многочисленные примеры употребления понятий «сын человеческий» и «спаситель» в Пятикнижии, Пророках и Писаниях, что позволяло утверждать «изначальность» евангельских образов, а отказ «окаянных» принять христианство трактовать как «смертный грех», наказанием за который и стало «отверженье жидовьстѣ». Различия в ожиданиях пришествия Спасителя у иудеев и христиан привело к противопоставлению иудейского Машиаха христианскому Мессии. Апокалиптический образ «лжепророка», который гибнет вместе со «зверем багряным», с течением времени трансформировался в образ Антихриста. Эти оппозиции определили противопоставление «бывшего» «избранного Богом» народа «истинно верующим». Выводом стал обвинительный акт против иудеев.
В Средневековье и Новое время интеллектуальный контакт между иудаизмом и христианством, и, таким образом, между иудаизмом и западной культурой, продолжался. Святой Иероним в V веке перевёл еврейскую Библию на латынь (Вульгата) с помощью еврейских учёных; экзегетическая работа учёных монастыря Святого Виктора в XII веке во многом опиралась на еврейских учёных; библейский комментарий Раши был важным источником для Мартина Лютера. Еврейские мыслители способствовали распространению интеллектуальных достижений исламского мира в христианской Европе и внесли в них собственный вклад.